# Jurij Ščukin

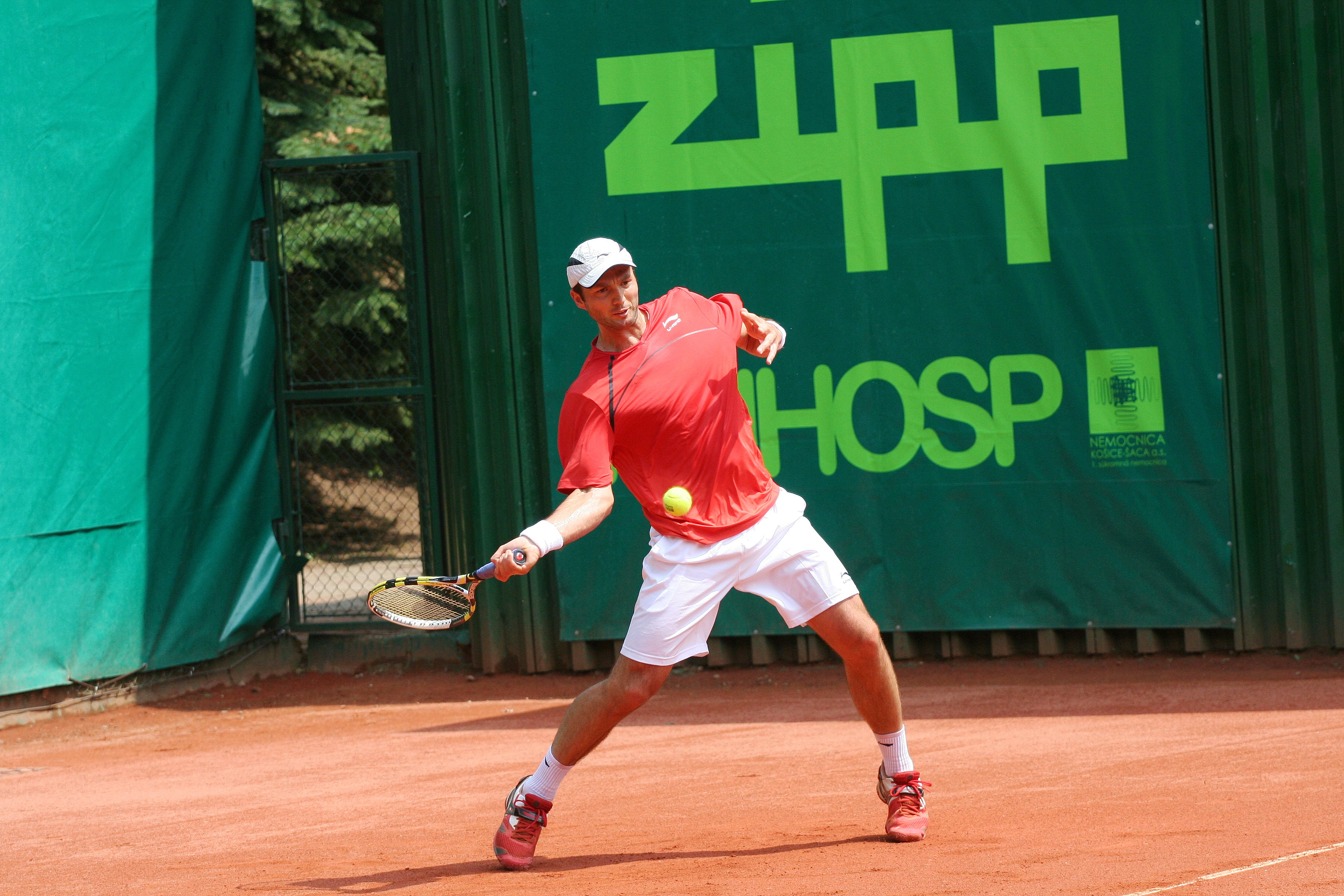
Jurij Ščukin na Košice Open 2011

Jurij Ščukin (rusky Ю́рий Ива́нович Щу́кин, Jurij Ivanovič Ščukin; narozený 29. června 1979 Kislovodsk) je kazašský profesionální tenista narozený na území Ruska, jenž tuto zemi reprezentoval v letech 1998–2008. Ve své dosavadní kariéře nevyhrál na okruhu ATP World Tour žádný turnaj. Na challengerech ATP a okruhu ITF získal do dubna 2013 devět titulů ve dvouhře a dvacet ve čtyřhře.
Na žebříčku ATP byl ve dvouhře nejvýše klasifikován v listopadu 2007 na 119. místě a ve čtyřhře pak v říjnu 2000 na 117. místě. Trénuje ho Vadim Borisov.
V kazašském daviscupovém týmu debutoval v roce 2008 barážovým utkáním 1. skupiny zóny Asie a Oceánie proti Tchaj-wanu, v němž vyhrál první dvouhru a čtyřhru a ve druhém singlu podlehl Lu Jan-sunovi. Do března 2013 v soutěži nastoupil ke třinácti mezistátním utkáním s bilancí 2–2 ve dvouhře a 6–6 ve čtyřhře. Za ruské družstvo neodehrál žádný zápas.

## Tenisová kariéra
Na nejvyšší grandslamové úrovni se ve dvouhře nejdále probojoval do druhého kola na French Open 2010. Jako kvalifikant v prvním kole přešel přes Američana Rajeeva Rama po čtyřsetovém průběhu. Ve druhém kole již nestačil na třicátého prvního nasazeného rumunského hráče Victora Hănesca 3–6, 4–6 a 2–6. Na Australian Open 2001 prohrál v úvodním kole, jak v mužské dvouhře, tak společně s Izraelcem Jonatanem Erlichem v prvním utkání mužské čtyřhry, když se jejich přemožitelem stala druhá nasazená jihoafricko-česká dvojice Ellis Ferreira a David Rikl.
Na okruhu ATP Tour se probojoval do finále čtyřhry na antukovém Orange Warsaw Open 2008, kde byl jeho spoluhráčem krajan Nikolaj Davyděnko. V boji o titul je přehrál polský pár Mariusz Fyrstenberg s Marcinem Matkowskim. Po rovnocenném zisku prvních dvou setů 6–0 a 3–6, rozhodl až supertiebreak, který získali Poláci poměrem [10–4].

## Finálové účasti na turnajích ATP World Tour
| Legenda (před/od 2009)                                          |
| D – dvouhra; Č – čtyřhra                                        |
| Grand Slam (0–0)                                                |
| Tennis Masters Cup / ATP World Tour Finals (0–0)                |
| ATP Masters Series / ATP World Tour Masters 1000 (0–0)          |
| ATP International Series Gold / ATP World Tour 500 series (0–0) |
| ATP International Series / ATP World Tour 250 series (0–1 Č)    |

### Čtyřhra: 1 (0–1)

#### Finalista
| Č. | Datum           | Turnaj  | Povrch | Spoluhráč         | Vítězové                             | Výsledek         |
| -- | --------------- | ------- | ------ | ----------------- | ------------------------------------ | ---------------- |
| 1. | 15. června 2008 | Varšava | antuka | Nikolaj Davyděnko | Mariusz Fyrstenberg Marcin Matkowski | 6–0, 3–6, [10–4] |

## Tituly na challengerech ATP
| Legenda                 |
| ----------------------- |
| Challengery (8 D; 16 Č) |

### Dvouhra: 8
| Č. | Datum           | Turnaj     | Povrch | Soupeř ve finále         | Výsledek       |
| -- | --------------- | ---------- | ------ | ------------------------ | -------------- |
| 1. | 14. srpna 2000  | Sylt       | antuka | Jakub Herm-Záhlava       | 6–2, 6–4       |
| 2. | 13. října 2003  | Belgaum    | tvrdý  | Dieter Kindlmann         | 6–3, 6–2       |
| 3. | 20. září 2004   | Banja Luka | antuka | Werner Eschauer          | 7–6(3), 7–6(7) |
| 4. | 7. května 2007  | Drážďany   | antuka | Florian Mayer            | 7–6(5), 7–6(3) |
| 5. | 20. srpna 2007  | Ženeva     | antuka | Jesse Huta Galung        | 6–3, 6–2       |
| 6. | 24. září 2007   | Neapol     | antuka | Martín Vassallo Argüello | 7–6(3), 6–1    |
| 7. | 10. května 2010 | Záhřeb     | antuka | Santiago Ventura         | 6–4, 7–5       |
| 8. | 4. června 2010  | Prostějov  | antuka | Flavio Cipolla           | 6–4, 4–6, 6–0  |